# Cultura de Libia

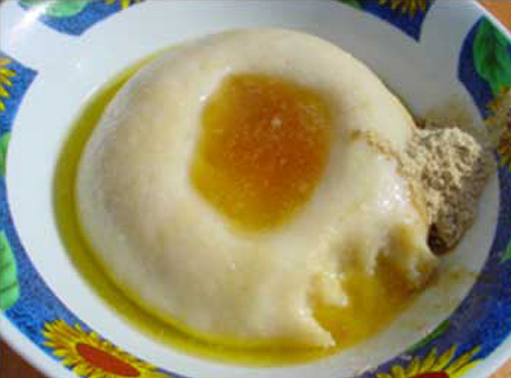
Asida es el postre tradicional de Libia. El mismo es una masa de harina de trigo cocida, a la que se agrega manteca y/o miel.

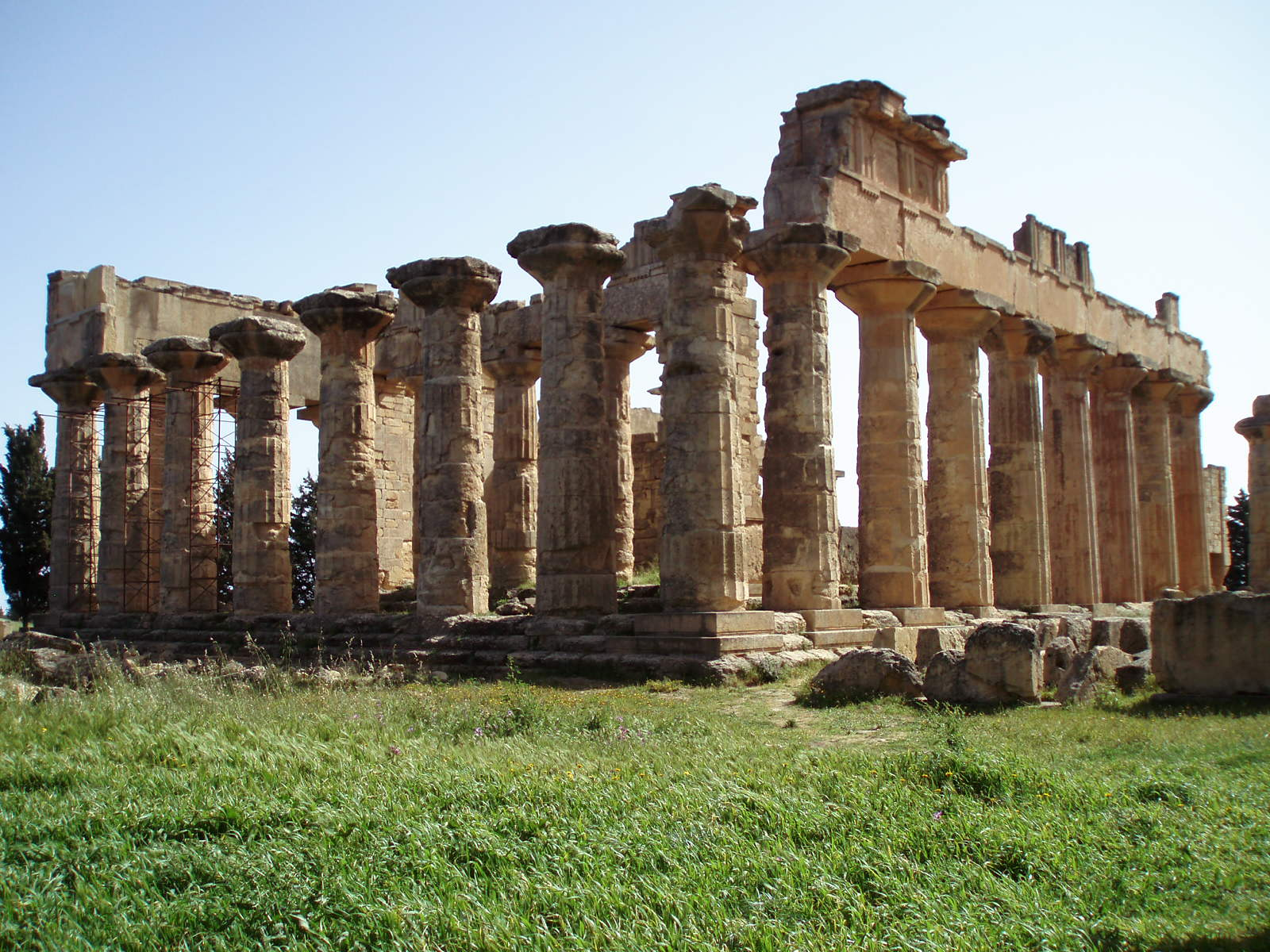
Templo de Zeus en Cirene. Libia posee varios Sitios de Patrimonio de la Humanidad que se remontan a las eras griegas y romanas, los cuales son destinos turísticos populares.

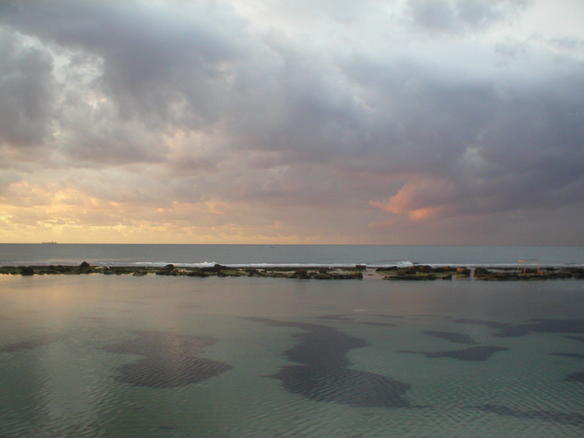
La costa de Bengasi, la segunda ciudad más grande de Libia. Libia posee la línea costera sobre el Mediterráneo más extensa de todas las naciones africanas.

La cultura de Libia es similar a la de los otros países del Magreb vecinos. Los libios se consideran parte de una comunidad árabe amplia. El estado libio tiende a reforzar este sentimiento al considerar al idioma árabe la única lengua oficial, y prohibir el uso y enseñanza del idioma bereber. Los árabes libios entroncan su cultura en las tradiciones de los beduinos nómadas y se consideran parte de una tribu beduina.
Existen pocos teatros o galerías de arte en Libia. Durante muchos años no hubo teatros públicos, y solo unos pocos cines que proyectaran películas extranjeras. La tradición de la cultura folclórica se encuentra viva con grupos que tocan música y danzan en los festivales, tanto en Libia como en otros países.

## Gastronomía
La gastronomía de Libia se entronca con las tradiciones del Mediterráneo y Norte de África, con una influencia italiana, un legado de los días en que Libia era una colonia italiana.
Uno de los platos libios más populares es una sopa espesa fuertemente condimentada, denominada Sharba Libiya o Sopa Libia. Sharba Libiya contiene muchos ingredientes de muchos otros platos libios, tales como cebollas, tomates, cordero (o pollo), pimientos, pimienta de Cayena, azafrán, arvejas, menta, cilantro y perejil.
El bazin es la comida libia más característica, se prepara con una mezcla de harina de cebada, con un poco de harina común de trigo. La harina es hervida en agua salada para obtener una masa dura, y luego se modela para formar un pequeño montículo redondeado que se coloca en el centro del plato. La salsa que rodea la masa se prepara friéndo cebollas picadas con carne de cordero, se le agrega cúrcuma, sal, pimienta de cayena, pimienta negra, fenogreco, paprika, y pasta de tomate. También a veces se agrega papa. Finalmente, se hierven unos huevos y se los coloca alrededor del montículo. El plato se sirve con limón y pimientos frescos o en vinagre denominados amsayar.
Otro platillo popular de la cocina Libia es Batatan mubatana (papa rellena). El mismo consiste de trozos de papa fritos rellenos con carne picada condimentada y cubierto con huevo y pan rallado.